# Ercolano (nome)
Ercolano  è un nome proprio di persona italiano maschile.

## Varianti
- Maschili: Ercoliano[3][4], Erculiano[3][4]
- Femminili: Ercolana[4], Ercoliana[4], Erculiana[4]

### Varianti in altre lingue
- Basco: Erkulan[5]
- Catalano: Herculà[5]
- Francese: Herculan
- Inglese: Herculan
- Latino: Herculanus[1][3][5]
- Polacco: Herkulan
- Portoghese: Herculano
- Spagnolo: Herculano[5]

## Origine e diffusione
Deriva dal latino Herculanus, un patronimico del nome Ercole, corrispondente al nome di origine greca Eraclio. Il significato può essere interpretato in vari modi, quali "sacro ad Ercole", "appartenente ad Ercole", "della famiglia di Ercole" e via dicendo.
In Italia, l'utilizzo del nome è dovuto principalmente al culto dei vari santi così chiamati, ma è scarso, ottenendo una certa frequenza solo nel Nord.

## Onomastico
L'onomastico si può festeggiare in memoria di svariati santi, alle date seguenti:
- 28 maggio, beato Ercolano da Piegaro, sacerdote francescano[6][7]
- 12 agosto, sant'Ercolano, vescovo di Brescia[6][8]
- 5 settembre, sant'Ercolano, martire a Porto con i santi Aconzio, Nonno e Taurino[6][9]
- 25 settembre, sant'Ercolano, soldato romano, martire[5][10]
- 7 novembre (o 1º marzo), sant'Ercolano, vescovo di Perugia e martire sotto Totila[2][6][11]

## Persone
- Ercolano, vescovo di Perugia
- Ercolano da Piegaro, religioso italiano
- Ercolano Ercolani, aviatore e militare italiano
- Ercolano Salvi, politico e patriota italiano

### Variante Ercoliano
- Ercoliano Monesi, politico e intellettuale italiano